# Pulau Tigabu
Pulau Tigabu ist eine zum malaysischen Bundesstaat Sabah gehörende Insel in der Sulusee vor der Nordspitze Borneos. Die Insel liegt 14 Kilometer nördlich von Pulau Jambongan, etwa 22 Kilometer südöstlich von Pulau Malawali und 23 Kilometer nordöstlich des zum Distrikt Pitas gehörenden Festlands. Verwaltungstechnisch gehört sie jedoch zum Distrikt Kudat. Die Insel steigt vom Norden aus nach Süden stetig an und erreicht eine Höhe von bis zu 43 Metern. Sie ist 1,7 Kilometer lang und einen Kilometer breit. Auf dem höchsten Punkt steht ein 12 Meter hoher Gittermast.
Auf der Insel leben etwa 700 Personen in 105 Häusern. Die meisten von ihnen sind Ubian, eine Untergruppe der Bajau, und verdienen ihren Lebensunterhalt mit der Fischerei oder der Zucht von Seegurken. Die Insel hat eine kleine Schule (S.K. Pulau Tigabu, Banggi) und eine Polizeistation.